# 후이 주르당
후이 마누엘 트린다드 주르당(포르투갈어: Rui Manuel Trindade Jordão [ˈʁuj ʒuɾˈðɐ̃w][*], 1952년 8월 9일, 벵겔라 주 벵겔라 ~ 2019년 10월 18일, 리스보아 지방 카스카이스)은 포르투갈의 전 축구 선수였다. 그는 현역 시절 포르투갈의 양대 거함인 벤피카와 스포르팅 리스본에서 보냈다. 그는 포르투갈 축구계 당대 최고의 스트라이커로 정평이 나 볼라 드 프라타를 2번 획득했는데, 두 구단에서 1번씩 땄다.
주르당은 포르투갈 국가대표팀에서도 17년 동안 활약했는데, 유로 1984에도 참가했다.

## 클럽 경력
포르투갈령 앙골라의 벵겔라 출신인 주르당은 앙골라 땅의 스포르팅 벵겔라에서 축구를 시작했는데, 이 구단은 리스본 연고 구단인 스포르팅 리스본의 21번째 지부 구단이었다.
그는 청소년기에 포르투갈 리스본의 벤피카로 이적해 1971-72 시즌에 프로 무대 신고식을 치렀다. 그는 이 시즌에 18번의 경기에 출전해 7골을기록했고, 2년차에는 보다 적은 출전 기회를 잡았지만, 5골을 기록해 소속 구단의 2년 연속 프리메이라리가 우승에 공헌했는데, 벤피카는 이 두 시즌 동안 단 1경기만을 패했다.
주르당은 1976년에 스페인의 사라고사로 이적해 꾸준히 득점포를 가동했지만, 소속 구단은 시즌 후 라 리가에서 강등당했다. 그는 이후 포르투갈 무대로 복귀해 스포르팅 리스본으로 이적했다.
주르당은 "사자 군단"(Leões) 소속으로 전성기를 보냈는데, 처음 7년 중 6시즌 동안 두 자릿수의 득점을 기록했는데, 이 기간 동안 57골을 넣었고, 리그도 2번(1980년, 1982년) 우승했다. 35세가 된 주르당은 비토리아 세투발로 이적해 전 스포르팅 동료이자 노련한 골잡이인 마누엘 페르난드스와 재회했다. 2년 후, 그는 현역에서 은퇴했는데, 그는 은퇴할 당시 포르투갈 1부 리그에서만 212골을 폭격했다.

## 국가대표팀 경력
1972년 상반기, 주르당은 포르투갈 국가대표팀에서 출전한 총 43번의 경기 중 첫 번째 경기를 키프로스 상대로 치렀고, 이 경기는 1974년 월드컵 예선전 경기였다. 같은 해, 그는 브라질 독립컵 경기에도 출전했는데, 포르투갈은 개최국 브라질에 0-1로 패했다.
1983년 11월 13일, 주르당은 리스본에서 열린 소련과의 유로 1984 예선전 경기에서 1-0 결승골을 기록해 본선행을 확정지었다. 포르투갈은 대회 본선에서 준결승전까지 올라갔고, 주르당은 1984년 6월 23일에 마르세유에서 벌어진 개최국 프랑스와의 준결승전에서 2번 골망을 흔들어 정규 시간 종료 6분 전까지 포르투갈이 2-1로 앞서나갔는데, 페르난두 샬라나의 도움으로 경기를 앞서나가고도, 연장전 끝에 2-3으로 석패했다.
주르당은 1989년에 거의 37세가 다 되어서 마지막 국가대표팀 경기를 치렀는데, 같은 해 소속 구단에서도 은퇴했다. 그는 1986년 월드컵에서 살티요 파동으로 몇몇 선수들이 징계를 받으면서 국가대표팀에 복귀하게 되었다.

## 이후 행보
은퇴 후, 주르당은 축구계와 담을 쌓고 화가 겸 조각가가 되었다. 그는 2019년 10월 18일에 심장 문제로 카스카이스의 병원에 입원한 가운데 향년 67세로 영면에 들었다. 포르투갈 축구 연맹 회장이었던 페르난두 고메스는 그가 "견줄 수 없는 선수"였다고 회고했다.

## 경력 통계

### 국가대표팀 경력
| 포르투갈 | 포르투갈 | 포르투갈 |
| 연도     | 출장     | 골       |
| -------- | -------- | -------- |
| 1972     | 8        | 2        |
| 1973     | 2        | 1        |
| 1974     | 1        | 0        |
| 1975     | 0        | 0        |
| 1976     | 1        | 0        |
| 1977     | 1        | 1        |
| 1978     | 0        | 0        |
| 1979     | 3        | 0        |
| 1980     | 6        | 3        |
| 1981     | 5        | 1        |
| 1982     | 1        | 0        |
| 1983     | 3        | 2        |
| 1984     | 7        | 5        |
| 1985     | 2        | 0        |
| 1986     | 0        | 0        |
| 1987     | 0        | 0        |
| 1988     | 2        | 0        |
| 1989     | 1        | 0        |
| 합계     | 43       | 15       |

### 국가대표팀 득점 기록
| #  | 날짜             | 경기장                                   | 상대         | 점수 | 결과 | 대회                 |
| -- | ---------------- | ---------------------------------------- | ------------ | ---- | ---- | -------------------- |
| 1  | 1972년 3월 29일  | 포르투갈 리스본 이스타디우 다 루즈       | 키프로스     | 4–0  | 4–0  | 1974년 월드컵 예선전 |
| 2  | 1972년 7월 6일   | 브라질 벨루 오리존치 미네이랑            | 소련         | 1–0  | 1–0  | 브라질 독립컵        |
| 3  | 1973년 11월 14일 | 포르투갈 리스본 이스타디우 조제 알발라드 | 북아일랜드   | 1–0  | 1–1  | 1974년 월드컵 예선전 |
| 4  | 1977년 10월 9일  | 덴마크 쾨벤하운 이드레츠파르켄           | 덴마크       | 1–0  | 4–2  | 1978년 월드컵 예선전 |
| 5  | 1980년 9월 24일  | 이탈리아 제노바 스타디오 루이지 페라리스 | 이탈리아     | 1–0  | 1–3  | 친선경기             |
| 6  | 1980년 11월 19일 | 포르투갈 리스본 이스타디우 다 루즈       | 북아일랜드   | 1–0  | 1–0  | 1982년 월드컵 예선전 |
| 7  | 1980년 12월 17일 | 포르투갈 리스본 이스타디우 다 루즈       | 이스라엘     | 2–0  | 3–0  | 1982년 월드컵 예선전 |
| 8  | 1981년 10월 28일 | 이스라엘 라마트 간 라마트 간 경기장      | 이스라엘     | 1–1  | 1–4  | 1982년 월드컵 예선전 |
| 9  | 1983년 9월 21일  | 포르투갈 리스본 이스타디우 조제 알발라드 | 핀란드       | 1–0  | 5–0  | 유로 1984 예선전     |
| 10 | 1983년 11월 13일 | 포르투갈 리스본 이스타디우 다 루즈       | 소련         | 1–0  | 1–0  | 유로 1984 예선전     |
| 11 | 1984년 6월 2일   | 포르투갈 리스본 이스타디우 나시오날      | 유고슬라비아 | 1–0  | 2–3  | 친선경기             |
| 12 | 1984년 6월 2일   | 포르투갈 리스본 이스타디우 나시오날      | 유고슬라비아 | 2–1  | 2–3  | 친선경기             |
| 13 | 1984년 6월 23일  | 프랑스 마르세유 스타드 벨로드롬          | 프랑스       | 1–1  | 2–3  | 유로 1984            |
| 14 | 1984년 6월 23일  | 프랑스 마르세유 스타드 벨로드롬          | 프랑스       | 2–1  | 2–3  | 유로 1984            |
| 15 | 1984년 11월 14일 | 포르투갈 리스본 이스타디우 조제 알발라드 | 스웨덴       | 1–0  | 1–3  | 1986년 월드컵 예선전 |

## 수상
벤피카
- 프리메이라리가: 1971–72, 1972–73, 1974–75, 1975–76[11]
- 타사 드 포르투갈: 1971–72

스포르팅 리스본
- 프리메이라리가: 1979–80, 1981–82
- 타사 드 포르투갈: 1977–78, 1981–82
- 수페르타사 칸디두 드 올리베이라: 1982

개인
- 볼라 드 프라타: 1975–76, 1979–80[12]
- 포르투갈 올해의 축구 선수: 1980[13]